# David Lewis (actor canadiense)
David Lewis (David Fouts, 4 de agosto de 1976) es un actor canadiense. Lewis es conocido principalmente por interpretar a Kevin Mitchum en la serie de PAX Hope Island en la temporada 1999-2000.
Interpretó a Walt Lawson en la película de 1996 Lake Placid. También trabajó en The Butterfly Effect 2. Lewis interpretó a Richard Allen en la serie de la CBS Harper's Island. También participó en la película de 2010 Icarus, dirigida por Dolph Lundgren, en la cual interpretó a Mr. Graham. David tenido algún rol en casi 100 películas y series. En 2005, apareció en Criminal Minds. Ganó un premio en el Cannes Film Festival por el Mejor cortometraje en la película Shoes Off. Interpretó también a Mr. Crocker en la película A Fairly Odd Movie: Grow Up, Timmy Turner, A Fairly Odd Christmas y A Fairly Odd Summer.
También tiene un rol en la serie Smallville.